# 에어아시아

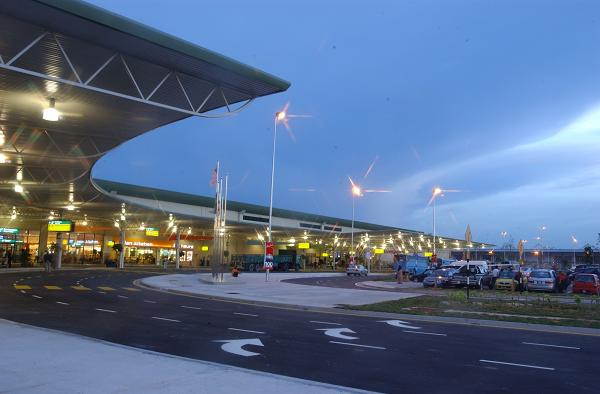
KLIA LCC Terminal, 에어아시아 전경

에어아시아(영어: AirAsia, 중국어: 亚洲航空)는 말레이시아의 저비용 항공사로 허브 공항은 쿠알라룸푸르 국제공항으로 코타키나발루 국제공항, 쿠칭 국제공항, 페낭 국제공항도 허브 공항에 속한다.

## 역사
설립 당초 말레이시아 정부 중공업 회사 DRB-하이코무 자회사에 속했다가 나중에 실적은 침체하고 도산되었다. 대기업 레코드 회사, 워너 뮤직 아시아 지역 임원이었던 토니 페르난데스는 지주 회사 튜닝 에어를 설립하고 2001년 12월 2일에 에어아시아를 매입했다.
쿠알라룸푸르 국제공항에 본사를 두고 저렴한 운임을 제공하여 말레이시아 항공의 국내선 독점 상태를 깨고 2003년부터 흑자로 전환했다. 2005년 유효 좌석 킬로미터 (영어: ASK, Available Seat - Kilometer)를 도입했다.
2003년 싱가포르의 국경에 인접한 조호르바루의 스나 국제공항을 두 번째 거점으로 자리를 매김으로 태국의 수완나품 공항에 국제선을 취항시켰다. 코타키나발루 국제공항도 허브 공항에 해당된다.
2004년에 태국과 인도네시아에 각각 국내선을 중심으로 운항하는 관련 회사를 설립했다. 이후 마카오, 필리핀의 클라크, 캄보디아의 씨엠립과 프놈펜에 진출한다.
2006년 이후 주력 기종인 보잉 737-300을 2008년까지 순차적으로 에어버스 A320-200로 교체했다. 2010년, 오스트레일리아의 제트스타 항공과 장비 및 부품 공동 구입 등 문제로 제휴하게 되었다.

## 운항 노선
- 2018년 11월 기준으로 에어아시아 그룹은 다음과 같은 노선을 운항하고 있다.

## 보유 기종
- 2019년 12월 기준으로 에어아시아는 다음과 같이 보유하고 있다.

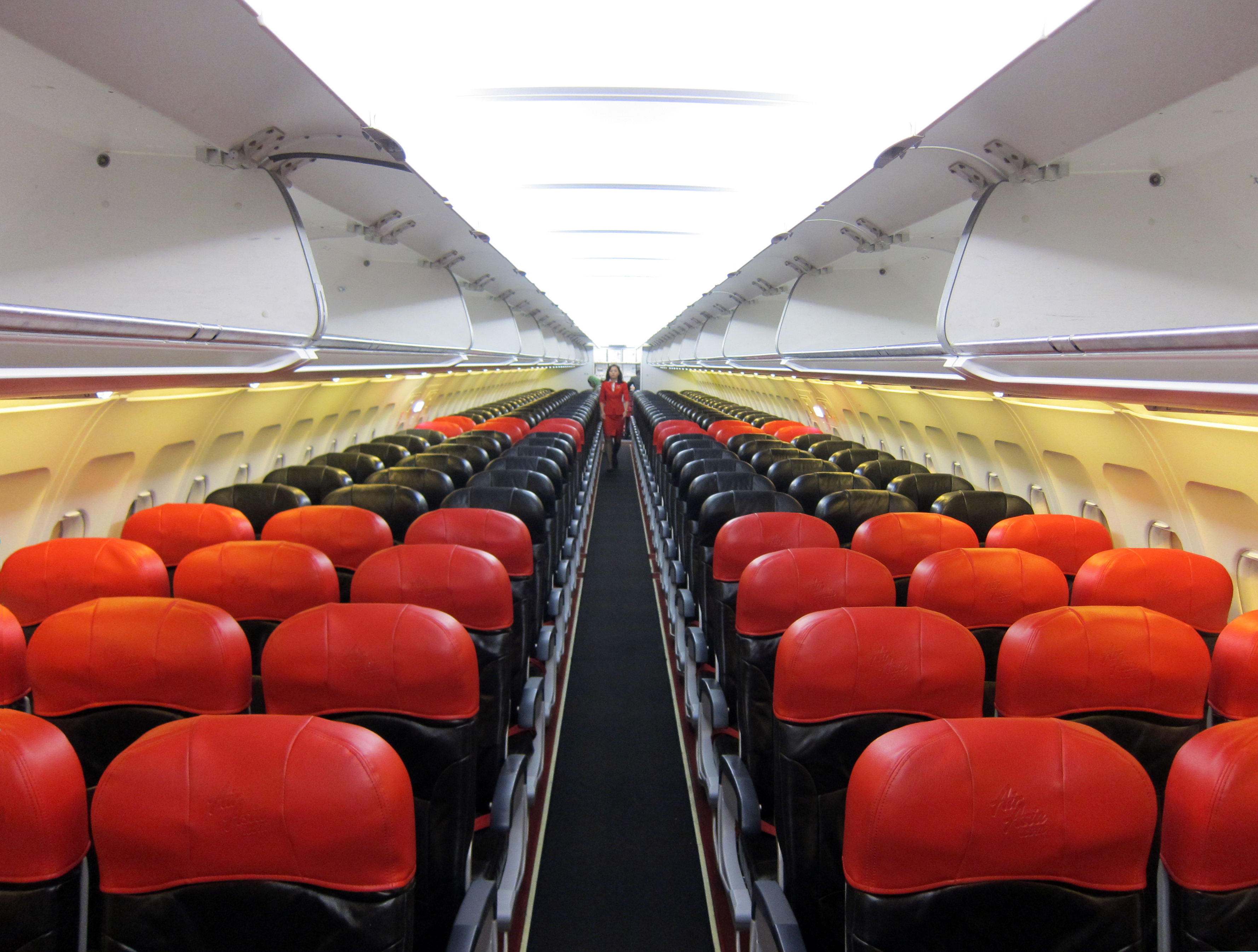
에어아시아의 내부

## 서비스

### 기내
에어아시아는 기내식 프로그램인 '산탄(Santan)' 메뉴를 통해 음식과 음료를 구입할 수 있다. 에어아시아는 부르사 말레이시아의 KL 사리아 지수에 의해 인가되며, 샤리아 원칙에 따라 술이나 돼지고기를 제공하지 않는다. 그러나 에어아시아 그룹 항공편에만 적용되며, 기내에서 와인과 맥주를 판매하는 에어아시아 X 항공편에는 적용되지 않는다.

### 마일리지 서비스
에어아시아는 자체적인 마일리지 서비스을 시작하기 위한 첫 걸음을 내딛고 있다. 에어아시아는 금융 서비스 회사인 Tune Money와 "BIG"라는 프로그램을 시작하기 위한 합작 회사를 시작하기로 계약을 맺었다. 이 프로그램에 따라, 에어아시아 고객들과 제3자 가맹점들에게 로열티 포인트를 발행할 것이다. 그리고 나서 포인트는 에어아시아 항공편을 이용하는데 사용될 수 있다.

## 자회사
- 에어아시아 X
- 타이 에어아시아
- 인도네시아 에어아시아
- 에어아시아 인디아
- 필리핀 에어아시아

## 스카이트랙스 평가결과
2018년 스카이트랙스에서 평가한 에어아시아 결과
- 세계최고 저가 항공사: 1위
- 아시아 최고 저가 항공사: 1위

## 같이 보기
- 말레이시아의 공항 목록
- 말레이시아의 교통

## 사진

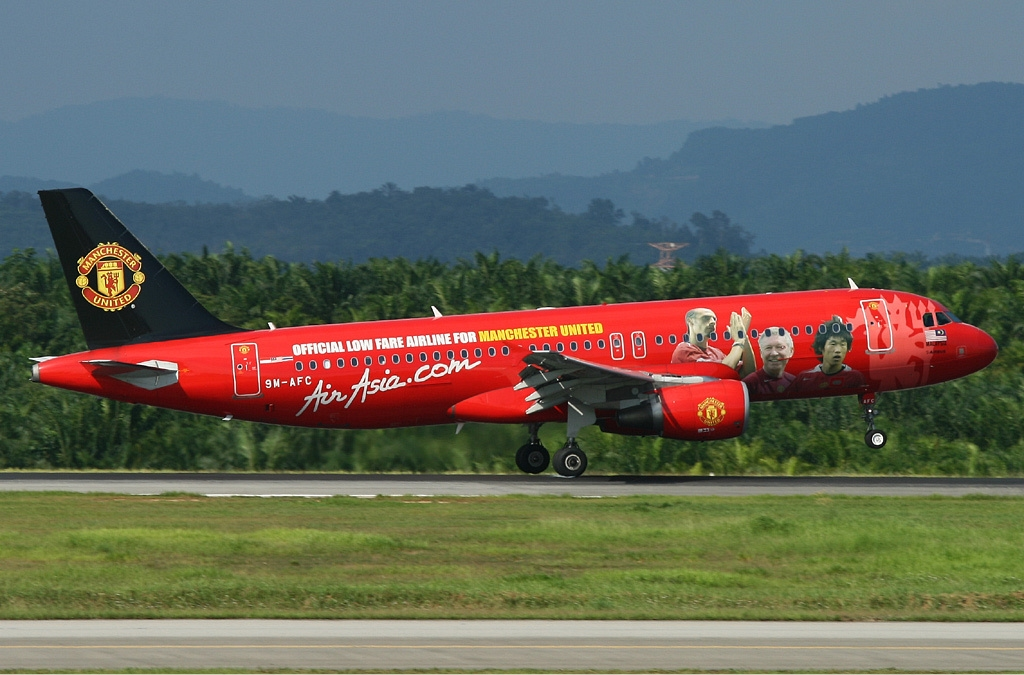
맨체스터 유나이티드 도장한 에어아시아의 에어버스 A320-200
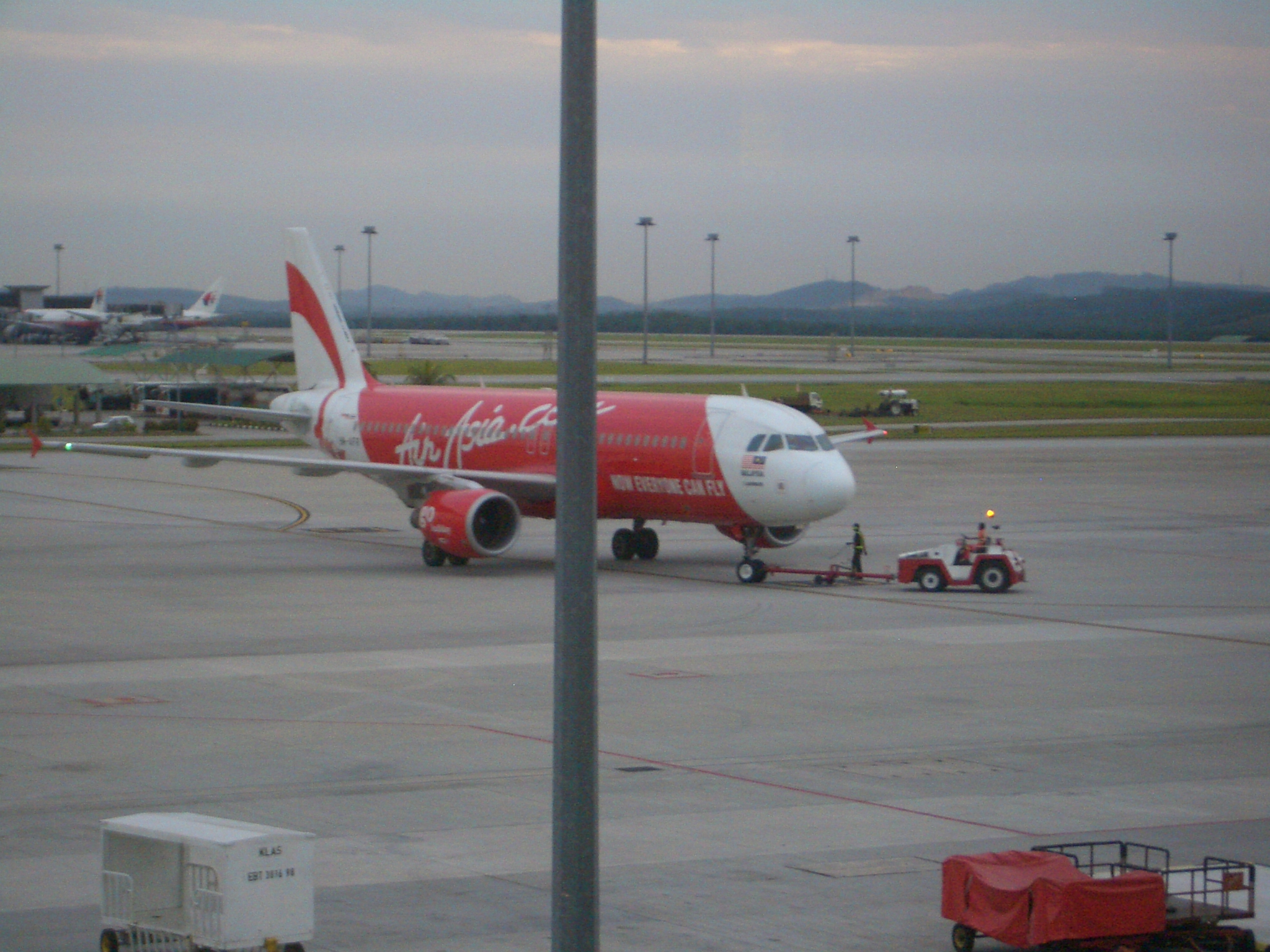
에어아시아의 에어버스 A320-200
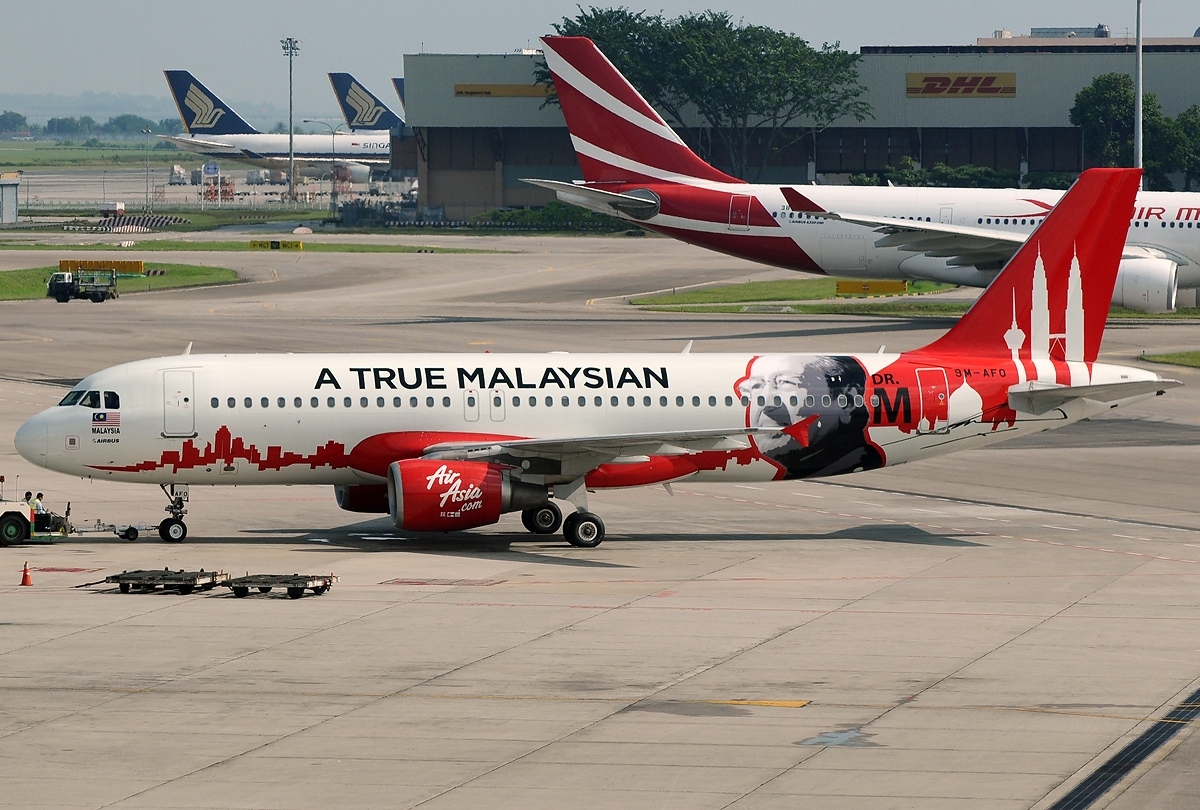
에어아시아님이 마하티르 빈 모하맛 이미지를 게시했습니다